# Aaron Judge
Aaron James Judge (* 26. April 1992 in Linden, Kalifornien) ist ein US-amerikanischer Baseballspieler auf der Position des Outfielders. Er wurde von den New York Yankees im Jahr 2013 in der ersten Runde des MLB-Drafts ausgewählt und spielt seitdem für das Franchise.

## Leben
Aaron Judge wurde am 26. April 1992 geboren und von Patty und Wayne Judge adoptiert, die beide einer Lehrertätigkeit nachgingen. Im Alter von 10 Jahren erzählten ihm seine Adoptiveltern, dass er ein Adoptivkind sei. Judge ist mit seinem älteren Adoptivbruder John aufgewachsen.

## Professionelle Karriere

### Minor Leagues
Die New York Yankees wählten Judge als 32. Spieler im MLB Draft 2013. Sein professionelles Debüt machte er mit den Charleston RiverDogs, einem Class-A-Team der South Atlantic League, im Jahr 2014.

### New York Yankees

#### 2016
Sein Debüt in der MLB machte Judge am 13. August 2016 gegen die Tampa Bay Rays, wo er in seinem ersten At-Bat einen Home Run schlug. Im gleichen Spiel gelang dies Tyler Austin, der an diesem Tag ebenfalls sein MLB-Debüt hatte. Auch in seinem zweiten Spiel schlug Judge einen Home Run und wurde somit der zweite Spieler in der Geschichte der New York Yankees, dem dies gelang.

#### 2017
Am 2. Juli 2017 wurde Aaron Judge mit 4.488.702 Stimmen als Outfielder in das MLB All-Star Game 2017 gewählt, die meisten Stimmen für einen Spieler der American League. Er gewann das Home Run Derby 2017 gegen Miguel Sanó von den Minnesota Twins und wurde damit der erste Spieler, der das Derby in seiner Rookie-Saison gewann.

#### 2018
Am 16. April stellte Aaron Judge einen neuen Rekord für die schnellsten 60 Home Runs auf, welche er in 197 Spielen und damit um fünf weniger als Mark McGwire erreichte. Auch 2018 schaffte es Judge wieder ins All-Star Team der American League. Dort schlug er im 2. Inning einen Home Run und war damit der jüngste Yankees Spieler dem das gelang, seit Mickey Mantle in 1956. Am 28. Juli wurde Judge bei einem Spiel gegen die Kansas City Royals bei einem Pitch am Handgelenk verletzt und fiel im Zuge knappe zwei Monate aus.

#### 2019 bis 2021
Am 20. April verletzte sich Judge erneut, wieder gegen die Kansas City Royals, und ist seitdem auf der Injured Reserve List. Judge kehrte am 21. Juni von der Injured Reserve List zurück und bestritt gegen die Houston Astros sein zwanzigstes Saisonspiel.

#### 2022
Judge brach in der Saison 2022 den Homerun-Rekord der American League von Roger Maris. Er wurde mit dem Hank Aaron Award für den besten Schlagmann der Saison ausgezeichnet. Im Dezember 2022 verlängerte er seinen Vertrag mit den Yankees um neun Jahre. Das Gehalt beträgt über die gesamte Laufzeit 360 Millionen US-Dollar.

## MLB-Rekorde

### 2017
- Meiste Home Runs in einer Rookie-Saison (52)
- Meiste Walks in einer Rookie-Saison (127)

### 2022
- Meiste Home Runs in der American League in einer Saison (62)

### 2023
- Wenigste Spiele zum Erreichen von 250 Home Runs (810 Spiele)

### 2024
- Wenigste Spiele zum Erreichen von 300 Home Runs (955 Spiele)[11]